# Nachal Jicchak
Nachal Jicchak (hebrejsky: נחל יצחק) je krátké vádí v centrálním Izraeli, v izraelské pobřežní nížině.
Začíná v nadmořské výšce necelých 50 metrů nad mořem, mezi vesnicemi Sde Jicchak a Achituv. Směřuje pak k severu rovinatou a zemědělsky využívanou krajinou, kde potom u vesnice Talmej El'azar ústí zleva do vádí Nachal Chadera.